# Campeonato Nacional de Rodeo de 2019
El Campeonato Nacional de Rodeo de 2019 fue la 71.ª versión del Campeonato Nacional de Rodeo y se disputó en la Medialuna Monumental de Rancagua, principal escenario deportivo del rodeo chileno. Fue disputado entre el 4 y el 7 de abril de 2019.
Los campeones fueron los jinetes del criadero El Peñasco de Santa Sylvia Alfredo Díaz y Pablo Aninat montando a "Peumo Marcado" y "Doña Inés" con 40 puntos. Los jinetes del criadero Peleco, Gustavo Valdebenito y Cristóbal Cortina, que defendían el título, quedaron como segundos campeones con 37 puntos.
En la tradicional prueba del movimiento de la rienda, los ganadores fueron Luis Eduardo Cortés, repitiendo el título del año anterior, de la Asociación Santiago Sur con un total de 66 unidades y Yeny Troncoso de la Asociación Ñuble con 60.
Con este campeonato culminó la temporada 2018-2019 de este tradicional deporte. Aquellas colleras que alcanzaron el puntaje y el requisito pudieron disputar los clasificatorios del campeonato nacional. En septiembre de 2018 la Federación Deportiva Nacional del Rodeo Chileno indicó las fechas y sedes tanto del campeonato nacional como de los rodeos clasificatorios. Estos últimos fueron un total de cinco.

## Resultados

### Serie de campeones
| Cuarto Animal 2019 | Cuarto Animal 2019                      | Cuarto Animal 2019            | Cuarto Animal 2019     | Cuarto Animal 2019 |
| ------------------ | --------------------------------------- | ----------------------------- | ---------------------- | ------------------ |
| Posición           | Jinetes                                 | Caballos                      | Asociación             | Puntaje            |
| 1.ª                | Alfredo Díaz y Pablo Aninat             | "Peumo Marcado" y "Doña Inés" | Santiago Oriente       | 40                 |
| 2.ª                | Gustavo Valdebenito y Cristóbal Cortina | "Compadre" y "Caballero"      | Malleco                | 37                 |
| 3.ª                | Mario Matzner y Germán Varela           | "Mariachi" y "Tío Lalo"       | Osorno                 | 36                 |
| 4.ª                | Cristian Meza y Luis Fernando Corvalán  | "Decreto" y "Narciso"         | O'Higgins y Río Cautín | 35                 |
| 5.ª                | Jorge Ardura y Cristian Arraño          | "Firpo" y "Don Pirula"        | Río Cautín y Melipilla | 34                 |
| 6.ª                | Diego Tamayo y Pablo Pino               | "Culisuelta" y "Estanciero"   | Santiago Oriente       | 25                 |
| 7.ª                | Nicolás Cardemil y Luis Castro          | "Viñatero" y "Frescolín"      | Colchagua              | 25                 |

### Serie Mixta
- 1.er lugar: José Astaburuaga y Johnny Aravena (Asociación Valle Santa Cruz) en "Juncal" y "Arrendao" con 30 puntos (9+6+5+10).
- 2.º lugar: Criadero Palmas de Peñaflor, Alfredo Moreno y Vittorio Cavalieri (Asociación Santiago Sur) en "Tacaño" y "Retinto" con 28 (9+8+4+7) +9.
- 3.er lugar: Diego Ordóñez y Fernando Alcalde (Asociación Valdivia) en "Así es la Vida" y "Facón" con 28 (9+8+4+7) +7+7+9.

### Serie Caballos
- 1.er lugar: Criadero Amancay, Alejandro Loaiza y Gustavo Cornejo (Asociación O'Higgins) en "Meta Ponga" y "Ganadero" con 32 puntos (7+6+8+11).
- 2.º lugar: Marcos Acevedo y Ricardo Pereira (Asociación Cauquenes) en "Amigo" y "Toñito" con 29 (11+1+10+7).
- 3.er lugar: Cristián Meza y Luis Fernando Corvalán (Asociaciones O'Higgins y Río Cautín) en "Decreto" y "Narciso" con 26 (8+4+9+5).
- 4.º lugar: Criadero Vacamalal, Luis Alfonso Angulo y Richard Villaseca (Asociación Osorno) en "Iluminao" y "Risueño" con 25 (12+3+6+4).

### Serie Promocional Femenina
- 1.er lugar: Valentina Hernández y Yeny Troncoso (Federación Deportiva Nacional del Rodeo Chileno) en "Negrita" y "Manolete" con 11 puntos (7+4).
- 2.º lugar: Macarena Muñoz y Pilar Flores (Federación Deportiva Nacional del Rodeo Chileno) en "Noche Buena" y "Figurita" con 4 (-3+7).
- 3.er lugar: María José Villa y Vianca Abarca (Federación Deportiva Nacional del Rodeo Chileno) en "Trasnochada" y "Lanchero" con 3 (1+2) +3.

### Serie Promocional Confederaciones
- 1.er lugar: Rufino Hernández y Claudio Hernández (Federación Deportiva Nacional del Rodeo Chileno) en "Negrita" y "Estrellado" con 19 puntos (10+9).
- 2.º lugar: Ariel Bravo y Mario Bravo (Confederación Campesina) en "Trigal Segundo" y "Rebuscada" con 13 (8+5).
- 3.er lugar: Criadero Santa Isabel, Juan Carlos Loaiza y Eduardo Tamayo (Federación Deportiva Nacional del Rodeo Chileno) en "Madonna" y "Justiciero" con 8 (5+3).

### Serie Criaderos
- 1.er lugar: Criadero Agua de los Campos y Maquena, José Omar Sánchez y Gonzalo Abarca (Asociación Santiago Sur) en "Cuenta Cuento" y "Timbero" con 33 puntos (12+1+12+8).
- 2.º lugar: Criadero El Eco, Juan Antonio Rehbein y Bruno Rehbein (Asociación Llanquihue y Palena) en "Ostigosa" y "Fiestoca" con 29 (8+5+6+10).
- 3.er lugar: El Peñasco de Santa Sylvia, Alfredo Díaz y Pablo Aninat (Asociación Santiago Oriente) en "Peumo Marcado" y "Doña Inés" con 28 (12+3+8+5).

### Serie Yeguas
- 1.er lugar: Criadero Agua de los Campos y Maquena, Gonzalo Abarca y José Omar Sánchez (Asociación Santiago Sur) en "Maligna II" y "Cachativa" con 36 puntos (11+6+11+8).
- 2.º lugar: José Tomás Meza y Gonzalo Vial (Asociación Maipo) en "Jacinta" y "Risueña" con 35 (12+7+8+8).
- 3.er lugar: Francisco Moreno y Luis Eduardo Cortés (Asociación Santiago Sur) en "Pinturita" y "Espejuela". con 30 (11+5+7+7).

### Serie Potros
- 1.er lugar: Diego Núñez y Pablo Pino (Asociación Santiago Oriente) en "Lamento" y "Nominado" con 36 puntos (8+10+7+11).*
- 2.º lugar: Claudio Hernández y Rufino Hernández (Asociación Talca) en "Esencial" y "Estruendoso" con 35 (12+11+7+5).
- 3.er lugar: Mario Matzner y Germán Varela (Asociación Osorno) en "Mariachi" y "Tío Lalo" con 31 (11+5+7+8).
- 4.º lugar: Criadero Santa Constanza de Vichuquén, Juan Pablo Aros y Alfonso Ávila (Asociación Maipo) en "Apolo" y "Encachado" con 29 (8+3+9+9).

* Corrieron por derecho propio como campeones del Clasificatorio de Batuco, por lo que la lista de premiados corrió hasta el cuarto lugar.

### Primera Serie Libre A
- 1.er lugar:  Juan Luis Guzmán y Rodrigo Ananías (Asociación Bío Bío) en "Bienvenido" y "Decreto" con 35 puntos (7+10+12+6).
- 2.º lugar: Alejandro Loaiza y Manuel Mallea (Asociación O'Higgins) en "Ajizao" y "Risueño" con 30 (10+3+11+8).
- 3.er lugar: Criadero Santa Isabel, Eduardo Tamayo y Juan Carlos Loaiza (Asociación Valdivia) en "Grandeza" e "Illefa T.E." con 30 (8+11+4+7).
- 4.º lugar: Fernando Alcalde y Diego Ordóñez (Asociación Valdivia) en "Revancha" y "Remolienda" con 28 (11+4+7+6) +8.
- 5.º lugar: Criadero Santa Bárbara de los Guaicos, Pedro González y Francisco Cardemil (Asociación Valdivia) en "Enquinchado" y "Canalla" con 28 (7+7+9+5) +4.

### Primera Serie Libre B
- 1.er lugar: Criadero Santa Elba, Claudio Herrera y Claudio Víctor Herrera (Asociación Aguanegra) en "Tres de Copa" y "Mal de Amores" con 37 puntos (9+7+8+13).
- 2.º lugar: Criadero Doña Dominga, Nicolás Cardemil y Luis Castro (Asociación Colchagua) en "Viñatero" y "Frescolín" con 33 (13+9+8+3).
- 3.er lugar: Criadero Peleco, Gustavo Valdebenito y Cristóbal Cortina (Asociación Malleco) en "Compadre" y "Caballero" con 32 (8+11+6+7).
- 4.º lugar: Nicolás Barros y José Antonio de la Jara (Asociación Santiago Sur) en "Entonada" y "Pertiguero" con 31 (5++8+13+5).
- 5.º lugar: Criadero Peleco, Gustavo Valdebenito y Cristóbal Cortina (Asociación Malleco) en "Pelé" y "Multicampeón" con 28 (7+4+7+10).
- 6.º lugar: Criadero Santa Isabel, Eduardo Tamayo y Juan Carlos Loaiza (Asociación Valdivia) en "Isleña T.E." e "Isaura" con 26 (8+8+7+3) +1.

### Segunda Serie Libre A
- 1.er lugar: Mauricio Villarroel y Juan Carlos Villarroel (Asociación San Felipe) en "Caminante" y "Rebenque" con 31 puntos (11+1+11+8).
- 2.º lugar: Criadero Peleco, Gustavo Valdebenito y Cristóbal Cortina (Asociación Malleco) en "Réplica" y "Tapadita" con 30 (7+5+7+11).
- 3.er lugar: Criadero Alucarpa, Rafael Melo y Ricardo Álvarez (Asociación Valdivia) en "Enteresa" y "Señorita" con 28 (11+7+5+5).
- 4.º lugar: Fernando Moreno y Javier Salinas (Asociación Cuyo) en "Paga Doble" y "Don Chalo" con 27 (7+3+12+5).
- 5.º lugar: Criadero Santa Herta, Ángel Espinoza y Francisco Espinoza (Asociación Bío Bío) en "Ministro" y "Pretor" con 24 (9+6+6+3).

### Segunda Serie Libre B
- 1.er lugar: Luis Huenchul y Diego Pacheco (Asociación Colchagua) en "Flagelo" y "Rastrojero" con 34 puntos (7+11+12+4).
- 2.º lugar: Criadero Doña Ángeles, Diego Tamayo y Pablo Pino (Asociación Santiago Oriente) en "Culisuelta" y "Estanciero" con 31 (7+11+5+8).
- 3.er lugar: Jorge Ortega y Rodrigo Ortega (Asociación San Felipe) en "Chiquitita" y "Sediciosa" con 30 (7+8+7+8).
- 4.º lugar: Juan Ignacio Meza y Diego Meza (Asociaciones Maipo y Aguanegra) en "Lacho Estoy" y "Sorprendido" con 28 (9+10+5+4).

### Movimiento de la rienda femenino
- Campeón: Yeny Troncoso (Asociación Ñuble) en "Caldén" con 60 puntos.
- Segundo campeón: Valentina Hernández (Asociación Talca) en "Lunita" con 55.

### Movimiento de la rienda menores
- Campeón: Bernabé Hot (Asociación Río Cautín) en "Loco Amigo" con 35 puntos.

### Movimiento de la rienda masculino
- Campeón: Luis Eduardo Cortés (Asociación Santiago Sur) en "Palmeña" con 66 puntos.
- Segundo campeón: Emmanuel Silva (Asociación Litoral Central) en "Comodín" con 61.

## Clasificatorios
En septiembre de 2018 el directorio de la Federación Deportiva Nacional del Rodeo Chileno dio a conocer la fecha y las sedes de los rodeos clasificatorios.
- 22, 23 y 24 de febrero de 2019: Rodeo Clasificatorio Zona Sur, Pucón (Asociación Cautín).
- 1, 2 y 3 de marzo de 2019: Rodeo Clasificatorio Zona Centro, San Fernando (Asociación Colchagua).
- 8, 9 y 10 de marzo de 2019: Rodeo Clasificatorio Zona Norte, Batuco (Asociación Santiago Sur).
- 15, 16 y 17 de marzo de 2019: Rodeo Clasificatorio de Repechaje Zona Centro Sur, Pemuco (Asociación Ñuble).
- 22, 23 y 24 de marzo de 2019: Rodeo Clasificatorio de Repechaje Zona Centro Norte, Marchigüe (Asociación Cardenal Caro).

### Clasificatorio Zona Sur de Pucón
- 1.er lugar: Rafael Melo y Ricardo Álvarez (Asociación Valdivia) en "Tierral" y "Extranjera" con 37 puntos (9+11+5+12).
- 2.º lugar: Criadero Peleco, Gustavo Valdebenito y Cristóbal Cortina (Asociación Malleco) en "Pelé" y "Multicampeón" con 21 puntos (5+9+9+4).
- 3.er lugar: Criadero Quilen, Raúl Arraño y Rodrigo Willer (Asociación Osorno) en "Ñipiadora" y "Retocienta" con 25+6 (3+11+7+4).

### Clasificatorio Zona Centro de San Fernando
- 1.er lugar: Cristián Meza y Luis Fernando Corvalán (Asociaciones O'Higgins y Río Cautín), en "Decreto" y "Narciso", con 36 puntos buenos (8+13+11+4).
- 2.º lugar: Juan Pablo Allendes y Juan Fernando Atavales (Asociación Melipilla), en "Mi Morena" y "Receolsa", con 33 (11+7+6+9) +11.
- 3.er lugar: Claudio Hernández y Rufino Hernández (Asociación Talca), en "Esencial" y "Estruendoso", con 33 (12+11+5+5) +9.

### Clasificatorio Zona Norte de Batuco
- 1.er lugar: Diego Núñez y Pablo Pino (Asociación Santiago Oriente) en "Lamento" y "Nominado" con 28 puntos (5+10+9+4)+4+6.
- 2.º lugar: Sergio Figueroa y Carlos Figueroa (Asociación Maipo) en "Odre" y "Fado" con 28 (4+5+10+9)+4+1.
- 3.er lugar: Criadero El Carmen de Nilahue, Pablo Baraona y Nicolás Arévalo (Asociación Santiago Sur) en "Copuchento" y "Confidente" con 27 puntos (9+9+8+1).

### Clasificatorio Repechaje Zona Centro Sur de Pemuco
- 1.er lugar: Jorge Ardura y Cristián Arraño (Asociaciones  Río Cautín y Melipilla) en "Firpo" y "Don Pirula" con 29 puntos buenos (4+8+6+11).
- 2.º lugar: Marcos Acevedo y Ricardo Pereira (Asociación Cauquenes) en "Amigo" y "Toñito" con 25 puntos (7+8+7+3)+7.
- 3.er lugar: Germán Varela y Mario Matzner (Asociación Osorno) en "Tío Lalo" y "Mariachi" con 25 puntos (7+6+8+4)+5.

### Clasificatorio Repechaje Zona Centro Norte de Marchigüe
- 1.er lugar: Criadero Palmas de Peñaflor, Alfredo Moreno y Luis Eduardo Cortés (Asociación Santiago Sur) en "Condesa" y "Portento" con 33 (9+8+11+5).
- 2.º lugar: Criadero Ramahueico, Juan Durán y Felipe Garcés (Asociación Santiago Oriente) en "Risueña" y "Taquillero" con 31 (10+4+8+9).
- 3.er lugar: José Astaburuaga y Pablo Moreno (Asociación Valle Santa Cruz) en "Monono" y "Luna Nueva" con 29 puntos (7+11+8+3).

## Cuadro de honor temporada 2018-2019
Como es tradicional, al finalizar la temporada, la Federación Deportiva Nacional del Rodeo Chileno entregó el cuadro de honor para jinetes y caballares.

### Jinetes
1. Pablo Aninat (Asociación Santiago Oriente) 258 puntos
2. Alfredo Díaz (Asociación Santiago Oriente) 228
3. Gustavo Valdebenito (Asociación Malleco) 216
4. Cristóbal Cortina (Asociación Malleco) 191
5. Germán Varela (Asociación Osorno) 153
6. Mario Matzner (Asociación Osorno) 125
7. Cristian Arraño (Asociación Melipilla) 71
8. Cristián Meza (Asociación O'Higgins) 69
9. Luis Fernando Corvalán (Asociación O'Higgins) 52
10. Jorge Ardura (Asociación Río Cautín) 35.

### Caballos
1. El Pañasco de Santa Sylvia Peumo Marcado (Cuenta Cuento y Doña Inés) 254 puntos
2. Peleco Compadre (Contulmo y Rosquera) 248
3. Claro de Luna Decreto (Plebiscito y Gitana) 205
4. Santa Isabel Narciso (Escrúpulo y Begonia) 172
5. La Reposada Rastrojero (Cadejo y Espátula) 130
6. Doña Ángeles Estanciero (Clandestino y Pintosa) 123
7. Santa Elba Tres de Copa (Rebuscado y Chupilca) 105
8. Santa Elba Mal de Amores (Achacoso y Artesana) 69
9. Santa Graciela de la Capellanía Arrendao (Bailongo Azafata) 38
10. San Manuel de la Punta Risueño (Lamentado y Esa Negra) 29

### Yeguas
1. El Pañasco de Santa Sylvia 'Doña Inés (Albertío y Consentía) 270 puntos
2. Doña Ángeles Culisuelta (Intachable y Cuartilla) 239
3. Don Valeriano Risueña (Farolito y Remehue II) 169
4. Pedehue Jacinta (Chuflo y Pimpinela) 156
5. Santa Isabel Isaura (Escorpión y Envidiosa) 93
6. Agua de los Campos y Maquena Maligna II (Malulo y Ladera) 90
7. Agua de los Campos y Maquena Cachativa (Maceteado y Morenita) 73
8. Palmas de Peñaflor Condesa (Espejo y Carioca) 53
9. Claro de Luna Entonada (Plebiscito y Esperada) 46
10. Santa Isabel Isleña T.E. (Escándalo y Barricada) 46

### Potros
1. Peleco Caballero (Contulmo y Minga) 259 puntos
2. El Madroñal Tío Lalo (Tacote y Hortensia) 231
3. Casas del Parque Firpo (Requinto y Coqueta) 190
4. Corral del Sur Mariachi (Estancado y Patroncita) 188
5. Orillas del Volcán Don Pirula (Mistral y Linda Es La Cueca) 170
6. Doña Dominga Viñatero (Orayón y Soleda) 128
7. Doña Dominga Frescolín (Frescor y Soleda) 121
8. Santa Anita de Curimao Sorprendido (Talento y Gallardía T.E.) 36
9. Santa Isabel Juncal T.E. (Talento y Destada) 31
10. El Palo Nominado (Estacón y Estera) 30